# МКС Пуща
„Пуща“ (на полски: Miejski Klub Sportowy Puszcza Niepołomice) е полски професионален футболен отбор от град Неполомице, Малополско войводство, Велички окръг. Играе домакинките си мачове на „Пуща“ в Неполомице, който разполага с 2 118 седящи места. Дълго време играе в Първа лига. През 2022/23 завършва на 5 място и чрез плейоф прави своя дебют в Екстракласа, най-високото ниво на клубния футбол в Полша. 
През сезон 2023/24 футболистите на Пуща ще играе домакинските си мачове на стадион „Краковия“ в Краков поради това, че неголемия стадион в Неполомице не е подходящ за провеждане на срещи от Екстракласата.

## Успехи
- Екстракласа:
  - 12-то място (1): 2023/24
- Купа на Полша: 
  - 1/4 финал (2): 2916/17, 2020:21
- I Лига: (2 ниво)
  - 5 място (1): 2022/23 (промоция в Екстракласа чрез Плейоф)
- III Лига, Краковска: (4 ниво)
  -  Шампион (1): 2009/10
- IV Лига, Краковска: (5 ниво)
  -  Шампион (1): 2005/06
- Класа Окръжна, Краковска: (6 ниво)
  -  Шампион (1): 2001/02
- Класа А, гр.II: (7 ниво)
  -  Шампион (1): 1998/99

## Предишни имена
| Години    | Име                                                                          |
| --------- | ---------------------------------------------------------------------------- |
| 1923-1948 | СК Неполомиянка SK Niepołomianka (Sports Klub Niepołomianka)                 |
| 1926      | обединение с ЗСК Пуща                                                        |
| 1948 -    | МСК Пуща MKS Puszcza Niepołomice (Miejski Klub Sportowy Puszcza Niepołomice) |